# Мошинські (герб)
Мошинські — графський герб, різновид герба Наленч, що отриманий у Королівстві Галичини і Володимирії.

## Опис герба
У червоному полі срібна пов'язка в коло вузлом до низу.
Над щитом графська корона. Клейнод: діва в червоному одязі, з пов'язкою на розпущеному волоссі, між двома рогами оленя, що тримає їх.
Під щитом девіз: Non videri sed esse.

## Найбільш ранні згадки
Присвоєно титул графа Августу і Фридерику Мошинським у Саксонії 1730 року.

## Роди
Графи Мошинські.